# Suché skály

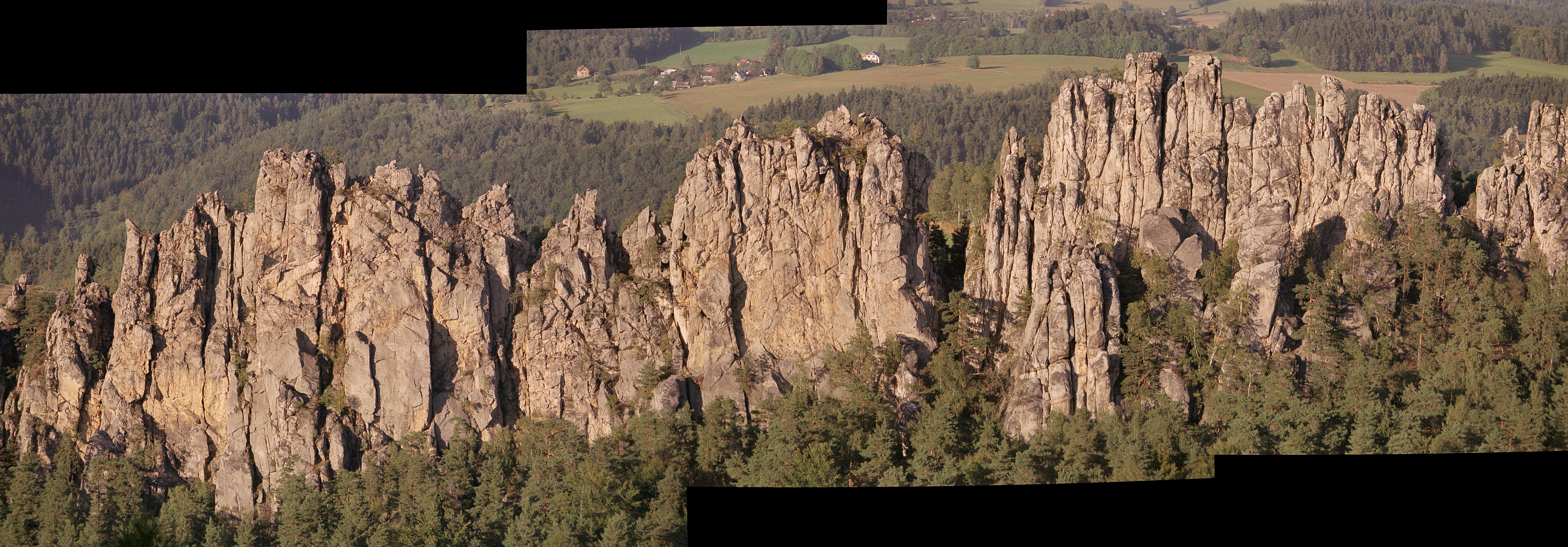
Blick vom nahen Sokol zu den Suché skály

Suché skály (deutsch: Dürre Felsen) wird ein bemerkenswerter, rund 600 Meter langer Felsenkamm östlich von Malá Skála (Kleinskal) im Böhmischen Paradies in Tschechien genannt. Die auffällige, an Orgelpfeifen erinnernde Form hat der Formation auch den Namen Kantors Orgel eingebracht. 
Die aus Sandstein bestehenden Felsen sind von Quarzbändern durchzogen und erreichen Höhen von bis zu 100 Metern über ihrer Basis; gelegentlich werden sie „tschechische Dolomiten“ genannt. Sie sind ein beliebtes Klettergebiet. Im Einzelnen werden 27 Felstürme unterschieden, die über Routen mit verschiedenen, teils höheren Schwierigkeitsgraden (bis XI) erklettert werden können. Für nicht Kletterkundige stehen auch fest installierte Holzleitern zur Verfügung.
Aus geomorphologischer Sicht gehören die Dürren Felsen mit dem nahegelegenen Jeschkengebirge (Ještědský hřbet) sowie dem Kosakow-Kamm zusammen. Auch die Felsenburg Wranow und der von ihr zur Burg Friedstein verlaufende Kamm ist zu dieser Gruppe zu zählen.
Die Suché skály stehen seit 1956 auf 23,44 ha unter staatlichem Schutz und sind seit 2000 offizielles als Nationales Naturdenkmal registriert. 